# بانک خاورمیانه
بانک خاورمیانه بانک ایرانی است که در سال ۱۳۹۱ به عنوان هجدهمین بانک خصوصی ایران تأسیس شد. از مؤسسین این بانک می‌توان به خسرو نایبی اهرنجانی، محمدتقی جمالیان و پرویز عقیلی کرمانی اشاره کرد.
این بانک در سال ۱۳۹۵ با سود خالص ۲۰۲۳ میلیارد ریال بالاترین نرخ درآمد نسب به تعداد شعبه را در بین بانک‌های ایران به خود اختصاص داده‌است به نحوی که برآوردهای مالی نشان می‌هد به‌طور متوسط به ازای هر کارمند، این بانک در همین سال نزدیک به ۶ میلیارد ریال سود خالص کسب کرده‌است. این بانک همچنین طبق صورتهای مالی رسمی سال ۱۳۹۶ با حاشیه سود خالص ۲/ ۴۴ درصد و با نسبت بازده دارایی‌های معادل ۶/ ۲ درصد ٖسودآورترین و پربازده‌ترین بانک ایرانی در بین ۱۸ بانک حاضر در بورس ایران شد.
نماد معاملاتی بانک خاورمیانه تحت عنوان «وخاور» در روز ۲۵ اسفند ۱۳۹۳ در بازار بورس تهران گشایش یافت. جهت‌گیری کلی بانک خاورمیانه در راستای ارائه خدمات و تسهیلات به شرکت‌های کلان و خاص بوده و کمتر قصد پرداخت تسهیلات خُرد را دارد.
بانک خاورمیانه توسط گروهی مجرب از بانکداران، مدیران اقتصادی و صاحبان صنایع و براساس تحلیل‌های کارشناسی از وضعیت نظام بانکی ایران و فرصت‌های پیش رو تأسیس شده‌است. هیئت مؤسس در نیمه دوم سال ۱۳۸۷، برنامه عملیاتی خود را برای تأسیس بانک خاورمیانه آغاز نمود. پس از کسب مجوزهای لازم از شورای محترم پول و اعتبار و پذیره‌نویسی عمومی، طی چهار روز در خرداد ۱۳۹۱ پذیره‌نویسی تکمیل و سرمایه اولیه بانک به میزان چهار هزار میلیارد ریال توسط اشخاص حقیقی و حقوقی تأمین شد. سپس در مهر ۱۳۹۱، جلسه مجمع عمومی مؤسس بانک خاورمیانه برگزار گردید و ضمن تأیید اساسنامه و صورت‌های مالی، اعضای هیئت مدیره توسط سهامداران انتخاب و فعالیت بانک خاورمیانه به صورت رسمی آغاز شد. با توجه به پیش‌بینی سودآوری مناسب، سهام بانک در دی ۱۳۹۱ در فرابورس عرضه شد. از تاریخ ۲۵ اسفند ۱۳۹۳، سهام بانک خاورمیانه وارد بازار بورس تهران و با استقبال قابل توجهی روبرو شد. این بانک در ۸ اکتبر ۲۰۲۰ توسط وزارت خزانه‌داری آمریکا تحریم شد.

### تحریم
بانک خاورمیانه در تاریخ ۸ اکتبر ۲۰۲۰ توسط وزارت خزانه‌داری ایالات متحده آمریکا تحریم شد و در فهرست سیاه این وزارتخانه قرار گرفت.

## شعب بانک خاورمیانه

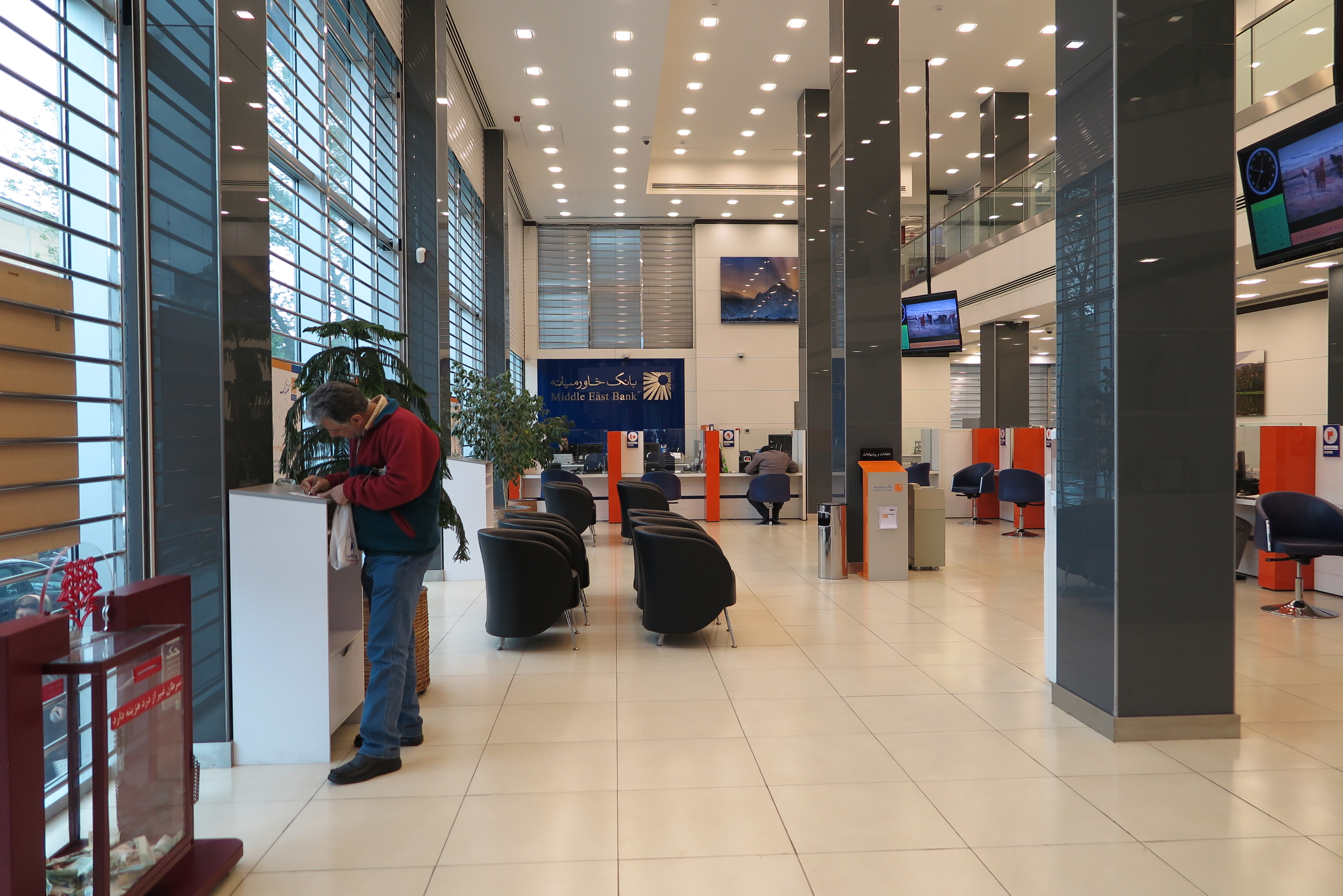
شعبه مرکزی بانک خاورمیانه

بانک خاورمیانه، یک بانک عمده فروش با تمرکز بر مشتریان بزرگ و تسهیلات خاص است لذا در استراتژی خود تمرکز بر شبکه محدود شعب، انتقال شعب بانک به محل کار شرکت‌ها و توسعه خدمات غیرحضوری را در دستور کار خود قرار داده‌است. این بانک در حال حاضر دارای ۱۶ شعبه در ایران است که ۱۰ شعبه در تهران و ۶ شعبه در اصفهان و تبریز، شیراز، کرج، کرمان و مشهد می‌باشد.
همچنین بانکینو، نام تجاری بانک دیجیتال بانک خاورمیانه می‌باشد که در شهریور سال ۱۳۹۹ افتتاح شد.
| ردیف | نام شعبه       | کد شعبه | استان          |
| ---- | -------------- | ------- | -------------- |
| ۱    | آفتاب          | ۱۰۰۱    | تهران          |
| ۲    | نوبخت          | ۱۰۰۲    | تهران          |
| ۳    | نیاوران        | ۱۰۰۳    | تهران          |
| ۴    | الهیه          | ۱۰۰۴    | تهران          |
| ۵    | مهستان         | ۱۰۰۵    | تهران          |
| ۶    | سعادت‌آباد      | ۱۰۰۶    | تهران          |
| ۷    | بخارست (مرکزی) | ۱۰۰۷    | تهران          |
| ۸    | زعفرانیه       | ۱۰۰۸    | تهران          |
| ۹    | ظفر            | ۱۰۰۹    | تهران          |
| ۱۰   | دروس           | ۱۰۱۱    | تهران          |
| ۱۱   | اصفهان         | ۳۰۰۱    | اصفهان         |
| ۱۲   | تبریز          | ۴۵۰۱    | آذربایجان شرقی |
| ۱۳   | شیراز          | ۷۲۰۱    | فارس           |
| ۱۴   | مشهد           | ۸۵۰۱    | خراسان رضوی    |
| ۱۵   | کرمان          | ۸۰۰۱    | کرمان          |
| ۱۶   | کرج            | ۶۲۴۱    | البرز          |